# Raymond Driessen
Raymond Driessen (16 februari 1928) is een Belgische voormalige atleet, die gespecialiseerd was in het verspringen. Hij werd viermaal Belgisch kampioen.

## Biografie
Driessen werd tussen 1950 en 1953 viermaal opeenvolgend Belgisch kampioen in het verspringen.
Driessen was aangesloten bij FC Luik.

## Belgische kampioenschappen
| Onderdeel   | Jaar                   |
| ----------- | ---------------------- |
| verspringen | 1950, 1951, 1952, 1953 |

## Persoonlijke records
| Onderdeel   | Prestatie | Datum | Plaats |
| ----------- | --------- | ----- | ------ |
| verspringen | 7,12 m    |       |        |

## Palmares
verspringen
- 1950:  BK AC – 6,94 m
- 1951:  BK AC – 6,81 m
- 1952:  BK AC – 6,99 m
- 1953:  BK AC – 6,89 m